# My Mortal Enemy
My Mortal Enemy é o oitavo romance da autora americana Willa Cather. Foi publicado pela primeira vez em 1926.

## Resumo do enredo
Myra e seu marido Oswald retornam à sua cidade natal fictícia, Parthia, Illinois, para visitar seus parentes. Nellie e tia Lydia então partem para passar o feriado de Natal em Nova York com eles. Eles moram na Madison Square. Eles jantam com Ewan Gray, um amigo que tem uma paixão por outra atriz, Esther Sinclair. Oswald recebe botões de prata para sua camisa de um velho conhecido do oeste e pede que Lydia finja que os deu a ele para frustrar o ciúme de sua esposa. Mais tarde, Myra e Nellie vão à ópera; em um alojamento, elas encontram uma antiga amiga de Myra, o que a deixa triste. Mais tarde, eles pegam um fiacre e dão uma volta no parque e encontram um rico conhecido de Myra, o que a leva a desprezar sua própria pobreza. Eles passam o jantar de Natal com amigos dos Henshawes, tanto artistas quanto pessoas privilegiadas. Mais tarde, eles passam a véspera de Ano Novo com artistas novamente. Poucos dias depois, Nellie testemunha a discussão dos Henshawes; o marido a leva para almoçar. Logo depois, ela e sua tia devem retornar para Illinois. No trem, eles são acompanhados por Myra, que discutiu com o marido novamente e vai visitar uma amiga em Pittsburgh para mudar de ares.
Dez anos depois, Nellie se muda para um apartamento decadente em uma pequena cidade na costa oeste e conhece os Henshawes. Myra agora está acamada e Oswald trabalha em período integral; seus vizinhos de cima são terrivelmente barulhentos, apesar da doença de Myra. Nellie costuma visitá-la na hora do chá; ela também a leva para passear no mar. Myra expressa seu pesar pelo marido. (Se ela não tivesse se casado com ele, seu tio-avô teria lhe legado sua fortuna. Em vez disso, ela fugiu e ele doou tudo para a igreja.) Oswald começa a almoçar com uma jovem mulher. Certa vez, Nellie pergunta por que ela é tão dura com o marido, e Myra a ignora. Pouco depois, sua condição piorou. Ela dispensa todos e foge; é encontrada morta na praia no dia seguinte. O marido não expressa remorso pela esposa; ele a amava apesar de sua conduta difícil. Após a morte dela, ele se muda para o Alasca e mais tarde Nellie fica sabendo de sua morte.

## Personagens
- Myra Henshawe, nome de solteira Driscoll. Ela mora na cidade de Nova Iorque. Ela foi criada por seu tio-avô.
- Oswald Henshawe Sua mãe era alemã e seu pai um protestante do Úlster que não se dava bem com o tio-avô de Myra. Ele foi para Harvard e depois para Nova Iorque.
- Tia Lydia Ela tem três filhos.
- Primo Bert
- Nellie Birdseye. Mais tarde, Myra a chama de Sra. Casey.
- Willy Bunch, filho do zelador.
- John Driscoll, pai de Myra. Ele morreu quando ela era muito jovem.
- Tio Rob
- Ewan Gray, um ator de teatro. Ele é escocês e, segundo consta, era selvagem na juventude.
- Esther Sinclair, uma mulher de boa família de quem Ewan gosta.
- Sra. Hewes, governanta de Madame Modjedska.
- Anne Aylward, uma poetisa.
- Jefferson de Angelais, ator de teatro.
- Helene Modjeska, Condessa Bozenta-Chlapowska.
- Emelia, uma cantora polonesa.
- Coquelin, um ator.
- Os Poindexters, vizinhos de cima.
- Biddy Stirling, uma bibliotecária.
- Padre Fay, um padre católico, que dá a Myra os últimos sacramentos.
- Billy, filho de um amigo de Myra, que se matou aos 23 anos por causa de um "sórdido caso de amor".
- Uma jovem com quem Oswald vai ao restaurante enquanto sua esposa está doente.

## Alusões a outras obras
- A Bíblia é mencionada em relação ao Sagrado Coração.
- A literatura é mencionada em relação à Bela Adormecida de Charles Perrault, Rei Lear de William Shakespeare, Ricardo II e Rei João, Heinrich Heine e Walt Whitman.
- O drama é mencionado em relação ao Hamlet de Sarah Bernhardt.
- A música é mencionada em relação a Jean de Reszke, Helene Modjeska, Hamlet de Ambroise Thomas, Norma de Vincenzo Bellini e Franz Schubert.

## Significado literário e crítica
A estudiosa de Cather, Laura Winters, sugeriu que o romance "representa a amarga apoteose das questões do exílio em que Cather trabalhou durante toda a sua vida".
O analista literário Merrill Skaggs identificou a editora Viola Roseboro' como a provável inspiração de Cather para Myra Henshawe e postulou que, embora Cather tenha dito que a inspiração para Henshawe havia morrido em 1911, isso era uma referência a Roseboro ter deixado a McClure's Magazine (antigo local de trabalho de Roseboro' e Cather) naquele ano.